# 다니엘 퍼랜드
대니엘 펄런드(Danielle Ferland, 1971년 1월 31일 ~ )는 미국의 배우이다.

## 출연 작품
- 라디오 데이즈 (1987)
- '마이티 아프로디테 (1995)
- 라버 앤 러버 (1999, Earthly Possessions)
- Sam the Man (2001)
- 나는 칸느영화제 가려고 포르노를 찍는다 (2006, Slippery Slope)
- 원더 휠 (2017) - 생일파티 손님 역